# 旗口クラゲ目
旗口クラゲ目（はたぐちクラゲもく、Semaeostomeae）は、クラゲの分類の一つ。口腕は4本で、フリル状になっている。傘はドーム状で、触手は通常八本。アシナガクラゲとも呼ばれるものがいる。 

## 分類
- Cyaneidae ユウレイクラゲ科 キタユウレイクラゲ等2属15種
- Drymonematidae[2] ピンクミーニー等1属3種
- Pelagiidae オキクラゲ科 アカクラゲ、アマクサクラゲ、ヤナギクラゲ等4属18種
- Phacellophoridae サムクラゲ科 単型
- Ulmaridae ミズクラゲ科 ミズクラゲ、ダイオウクラゲ、ディープスタリア・エニグマティカ等13属

## ギャラリー

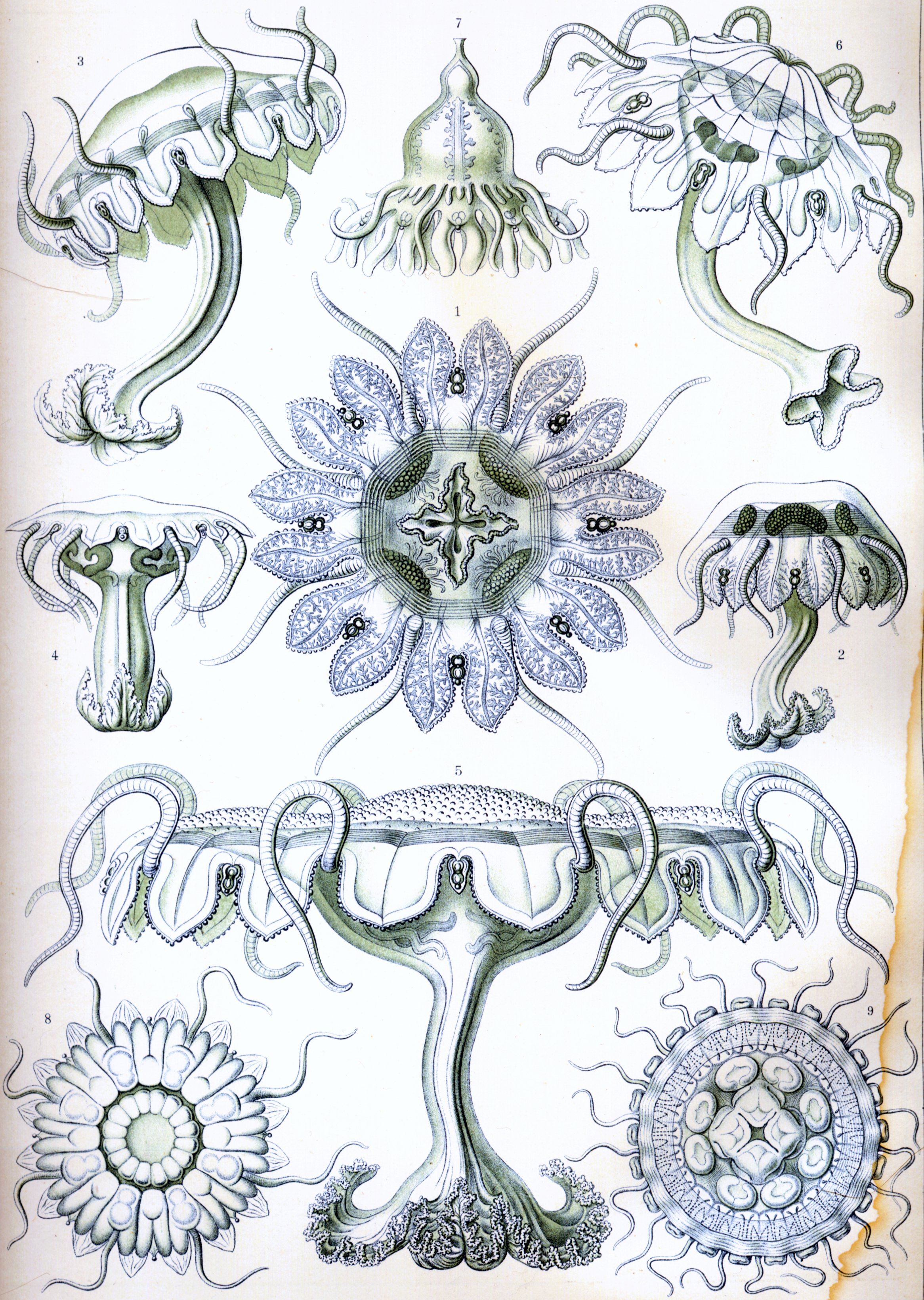
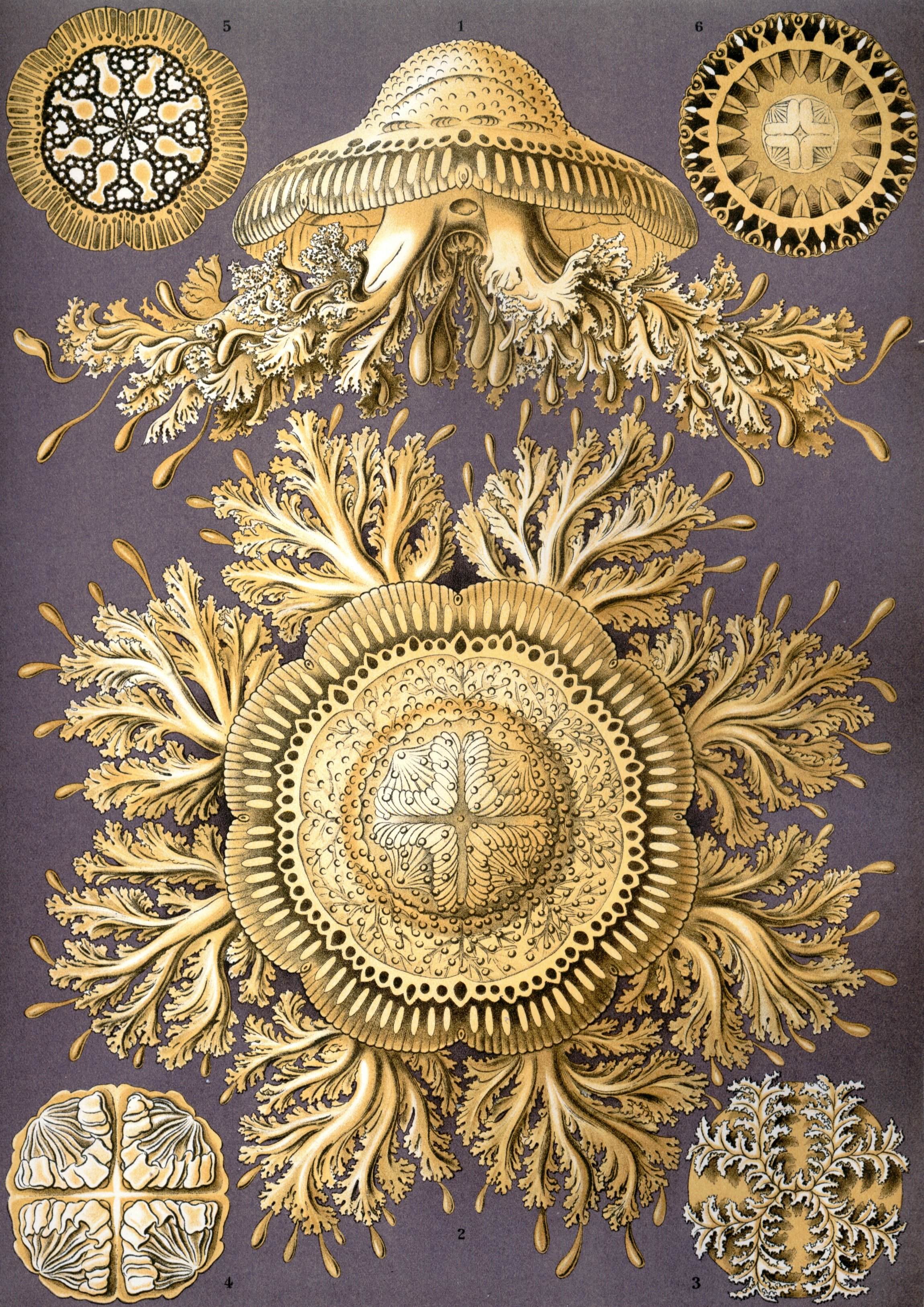
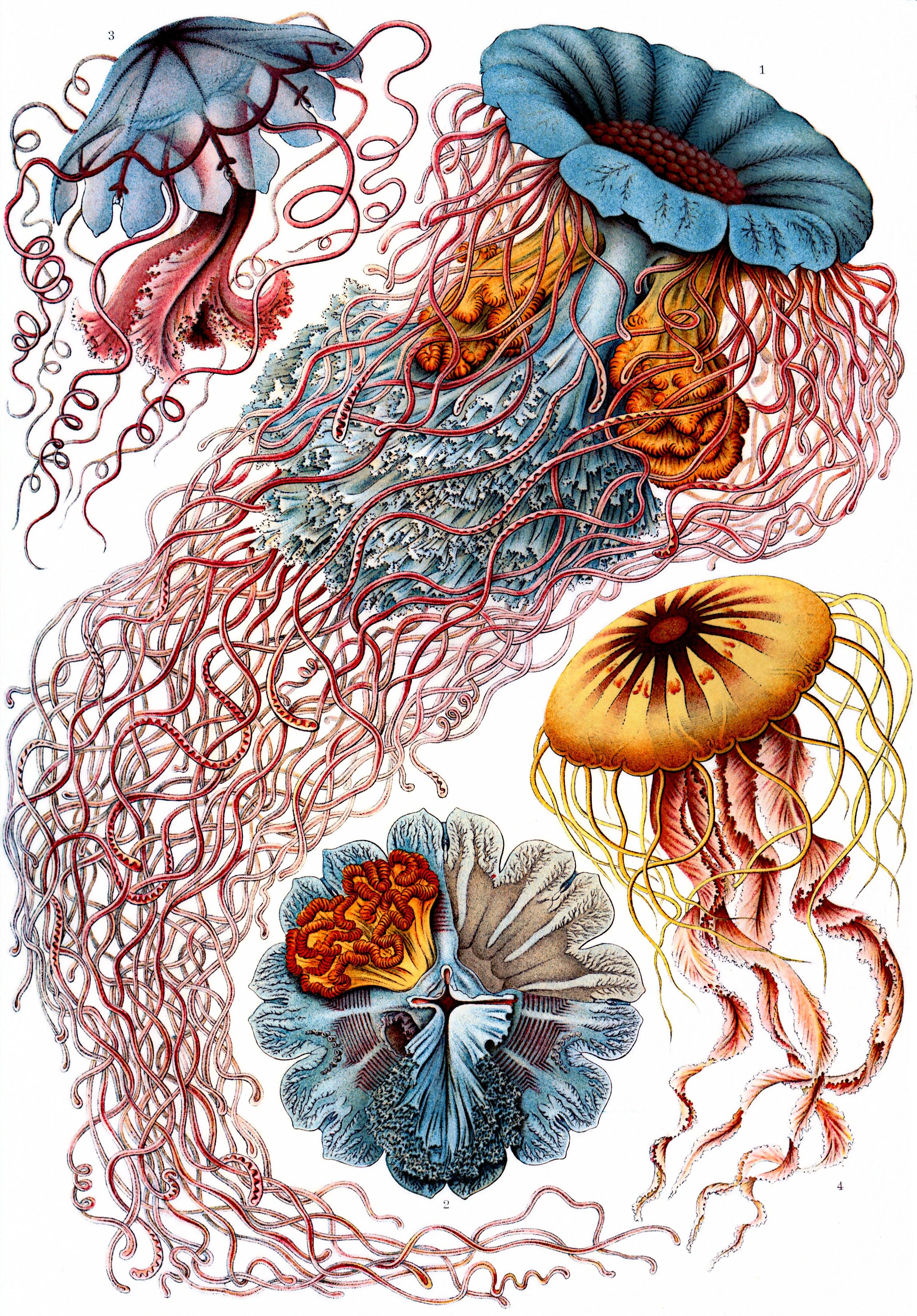
エルンスト・ヘッケルの『自然の芸術的形態』より